# Águas de Março
Águas de Março (ang. Waters of March) – piosenka (bossa nova) napisana w 1972 roku przez brazylijskiego muzyka Antonio Carlosa Jobima, który jest autorem zarówno portugalskiej, jak i angielskiej wersji.
W roku 2001 Águas de Março została wybrana najlepszą brazylijską piosenką wszech czasów. W ankiecie przeprowadzonej przez znany brazylijski dziennik Folha de São Paulo wzięło udział 200 brazylijskich dziennikarzy, muzyków i artystów.
Tekst piosenki nie przedstawia jakiejś historii, lecz jest raczej strumieniem obrazów, które tworzą kolaż – prawie każdy wers zaczyna się od „É...” („To (jest)...”).
W portugalskiej wersji utworu można znaleźć liczne specyficzne odniesienia do szeroko pojętej kultury brazylijskiej, które zostały celowo usunięte z wersji angielskiej. Piosenka ma w swej wymowie przedstawiać przebieg losów człowieka, ich przepływ, ulotność i afirmację życia.
W Rio de Janeiro marzec jest najbardziej deszczowym miesiącem, kiedy często dochodzi do podtopień w różnych częściach miasta, stąd – jak się przypuszcza – mógł powstać tytuł piosenki.

## Ważniejsze wykonania piosenkiÁguas de Março/Waters of March
- Antonio Carlos Jobim i Elis Regina na płycie Elis & Tom (1974)
- João Gilberto z płyty João Gilberto
- David Byrne i Marisa Monte
- Dwujęzyczna wersja Susannah McCorkle z albumu From Bessie to Brazil
- Art Garfunkel z albumu Breakaway (1975)
- Jane Monheit (wersja angielska)
- Japońska grupa muzyczna Cibo Matto (po portugalsku) z albumu Super Relax 1997
- Basia – album Clear Horizon: The Best of Basia
- Japońska piosenkarka Akiko z grupą Swing Out Sister (wersja ang.) z 2002
- Fito Páez – wersja live
- Damien Rice i Lisa Hannigan po portugalsku do filmu Pamięć złotej rybki (Goldfish Memory)
- Filipińska piosenkarka Sitti Navarro z albumu Sitti Live!
- Al Jarreau – album A Twist of Jobim (1997)
- Holly Cole – album Holly Cole (2007)
- Mark Murphy – album Stolen Moments (2007)
- Izraelczycy Gidi Gow i Mika Karni wersja hebrajska „Ve Ha-Geshem Yashuv"
- Sérgio Mendes & Brasil '77 – album Vintage 74 (1974)
- Cassandra Wilson – album Belly of The Sun (2002)
- John Pizzarelli 2 razy w 2004 i 2007 roku